# Selenops australiensis
Selenops australiensis är en spindelart som beskrevs av Ludwig Carl Christian Koch 1875. Selenops australiensis ingår i släktet Selenops och familjen Selenopidae. Inga underarter finns listade i Catalogue of Life.